# Entoloma plebeioides
Entoloma plebeioides är en svampart som först beskrevs av Stephan Schulzer von Müggenburg som Agaricus plebeioides. Den fördes till Entoloma av Machiel Evert ("Chiel") Noordeloos 1985. Entoloma plebeioides ingår i släktet Entoloma och familjen Entolomataceae.   Inga underarter finns listade i Catalogue of Life.